# 安納湖
49°3′45″N 9°20′2.45″E / 49.06250°N 9.3340139°E

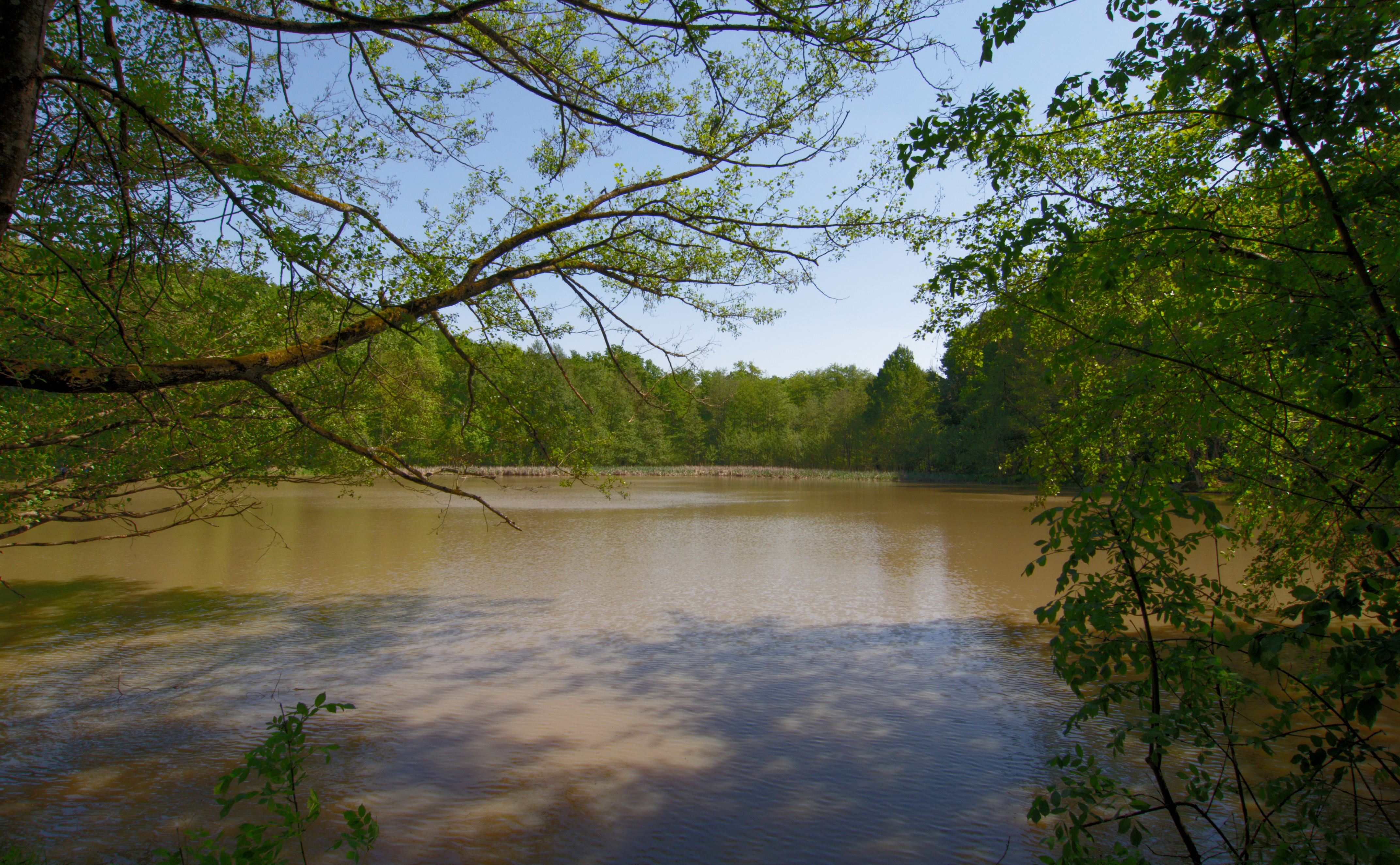

安納湖（德語：Annasee），是德國的湖泊，位於該國西南部，由巴登-符騰堡州負責管轄，處於海爾布隆縣，長0.15公里、寬0.11公里，面積0.01平方公里，海拔高度376米。